# Dezider Kardoš
Dezider Kardoš (ur. 23 grudnia 1914 w Nadlicach, zm. 18 marca 1991 w Bratysławie) – słowacki kompozytor.

## Życiorys
Uczył się w Bratysławie u Alexandra Moyzesa (1933–1937) oraz w Pradze u Vítězslava Nováka (1937–1939). Po ukończeniu studiów pracował w rozgłośni radiowej w Preszowie (1939–1945) i Koszycach (1945–1947), później przez dwa lata kierował Filharmonią Słowacką. Od 1955 do 1964 roku był przewodniczącym związku kompozytorów słowackich. W 1963 roku został wykładowcą Akademii Muzycznej w Bratysławie, gdzie od 1968 roku zatrudniony był na stanowisku profesora kompozycji. W 1975 roku otrzymał tytuł Artysty narodowego.
We wczesnym okresie swojej twórczości opanował liczne style i techniki kompozytorskie, przejawiając skłonność do konstruktywizmu. Stopniowo wypracował własny styl, preferujący melodykę i obficie czerpiący ze słowackiego folkloru muzycznego. W utworach tworzonych w latach 50. uległ wpływom socrealizmu.

## Wybrane kompozycje
(na podstawie materiałów źródłowych)

### Utwory orkiestrowe
- 7 symfonii (I 1942, II 1955, III 1961, IV 1962, V 1965, VI 1975, VII na baryton, chór i orkiestrę 1984)
- Allegro sinfonico (1937)
- uwertura Moja rodná (1946)
- uwertura Východoslovenská predohra (1950)
- Koncert na orkiestrę (1957)
- Hrdinská balada na orkiestrę smyczkową (1959)
- Koncert na orkiestrę smyczkową (1963)
- Koncert fortepianowy (1969)
- uwertura Res philharmonica (1970)
- Partita na 12 instrumentów smyczkowych (1972)
- wariacje na tematy ludowe Slovakophonia (1976)
- Koncert skrzypcowy (1980)
- Symphonietta (1988)

### Utwory kameralne
- 4 kwartety smyczkowe (I 1935, II 1966, III 1978, IV 1985)
- Kwintet dęty (1938)
- 3 utwory na skrzypce i fortepian (1966)

### Utwory fortepianowe
- 2 suity (1937)
- Bagatele (1948)

### Utwory organowe
- Preludium quasi una fantasia (1940)
- Elevazioni (1967)

### Utwory wokalne
- kantata Zem moja rodná na chór mieszany (1948)

### Utwory wokalno-instrumentalne
- Mierová kantáta na baryton, chór mieszany i orkiestrę (1950)
- Pozdrav veľkej zemi na sopran, chór mieszany i orkiestrę (1953)
- Spevy o živote na sopran, tenora i orkiestrę (1974)